# Псаломщик
Псало́мщик (народн. дьячо́к) — служитель православного храма, регулирующий правильное пение и чтение на клиросе и согласующий установленный Типиконом порядок богослужения с допустимыми пожеланиями служащего священника.

## История
Звание «Псаломщик» утверждено 16 (28) февраля 1885 года определением Святейшего Синода всем состоящим при церквях приче́тникам — церковнослужителям, в обязанности которых входит чтение из богослужебных книг, пение на клиросе и вообще участие во всех церковных богослужениях. Круг обязанностей псаломщиков определён утверждённым императором  16 (28) апреля 1869 года журналом присутствия по делам православного духовенства (пункт 4). Функции псаломщика иногда выполнял диакон, то есть священнослужитель. 
До 1868 года дьячки относились к церковнослужителям, и имели "ставленные грамоты", то есть назначались на место в храме руководством Епархии, учитывались в клировых ведомостях, до смерти получали денежное обеспечение от прихода после отхода от службы.
В обязанность псаломщика, под наблюдением священника и по его распоряжению, возлагалось исполнение клиросного чтения и пения, сопровождение священника при посещении прихожан для исполнения духовных треб и все письмоводство по церкви и приходу. Он вёл метрические книги, обыскные книги для записи повенчанных браков, исповедные росписи, клировые ведомости с подробным обозначением всех данных относительно храма, средств содержания причта, количества земли, библиотеки, а также семейств всех членов причта. Таким образом, хозяйственная деятельность псаломщика пересекалась с обязанностями старосты храма.

## Современное служение
В настоящее время (начало XXI века) псаломщиками чаще всего называются регенты небольших приходских хоров или уставщики больших хоров. В отличие от священнослужителей и церковнослужителей, псаломщиками могут быть и женщины.